# Delve
Delve település Németországban, Schleswig-Holstein tartományban. Lakosainak száma 767 fő (2023. december 31.).

## Népesség
A település népességének változása:
| Lakosok száma | 577  | 696  | 700  | 756  | 761  | 767  |
|               | 1975 | 2017 | 2019 | 2021 | 2022 | 2023 |